# Piramide van Cestius

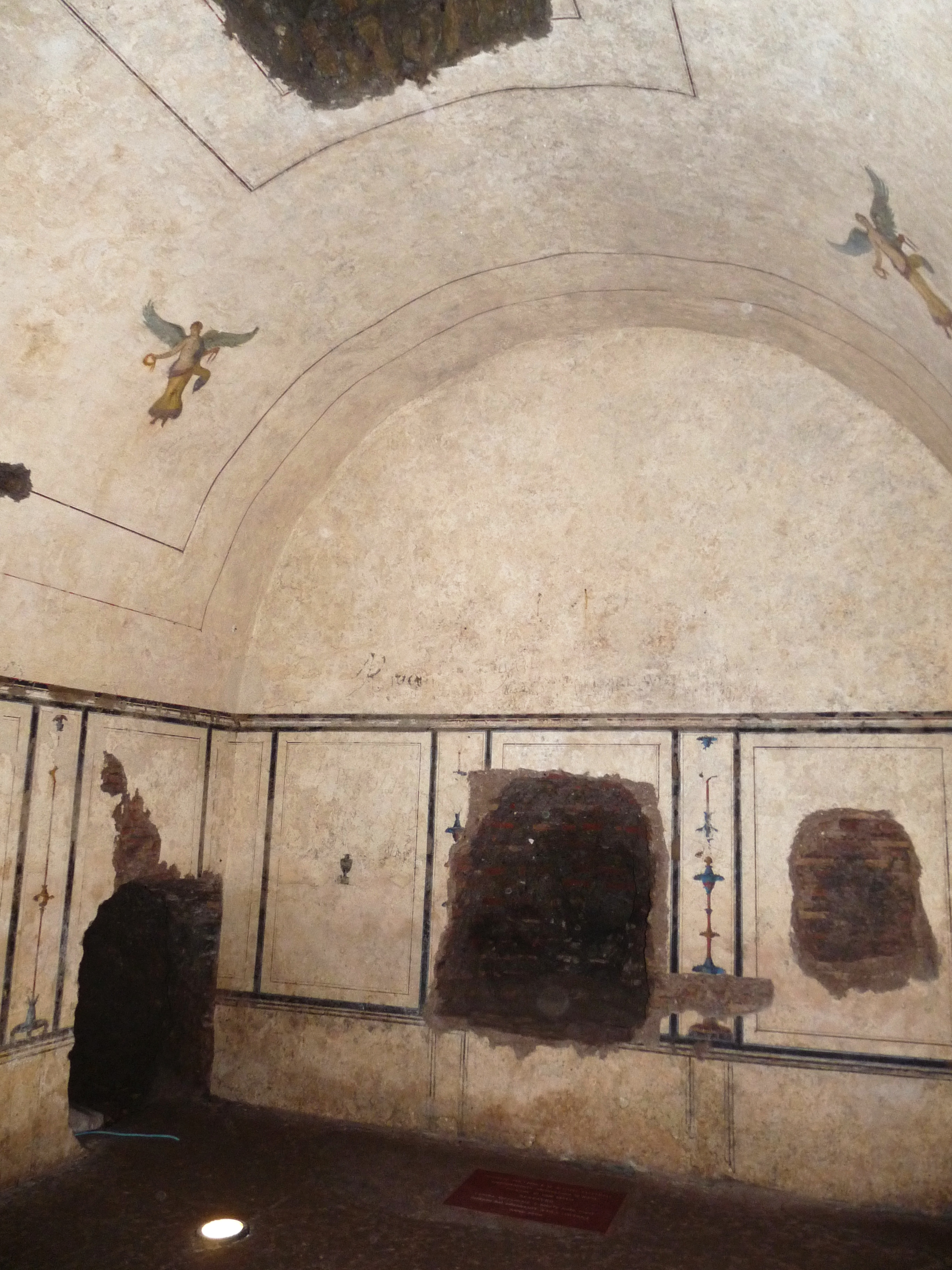
De grafkamer in de piramide

De Piramide van Cestius is een antieke piramide in Rome. De piramide staat aan de Via Ostiensis vlak bij de Porta San Paolo, aan de rand van Rome.

## Graftombe voor Gaius Cestius
De piramide is gebouwd als grafmonument voor Gaius Cestius Epulo(nius) die in 12 v.Chr. overleed.
Cestius was tijdens zijn leven praetor en volkstribuun geweest. Hij was ook lid van de Septemviri Epulones, een priestercollege van 7 personen dat verantwoordelijk was voor de organisatie van heilige banketten.
Cestius was gefascineerd door Egypte en zijn piramides. Hierom liet hij in zijn testament opnemen dat van zijn nagelaten geld een piramide als graftombe voor hem gebouwd moest worden.

## De piramide
De piramide is gebouwd uit baksteen op een stevige basis van travertijn. De buitenkant is bekleed met marmeren platen. Het grondoppervlak van de piramide is 29,50 meter breed en de hoogte is 36,50 meter. In de westzijde bevindt zich een deur die toegang geeft tot de grafkamer met een oppervlakte van 6 bij 4 meter en 5 meter hoog. In de grafkamer is nu nog een klein gedeelte van de oude fresco's zichtbaar. Deze fresco's stammen waarschijnlijk niet uit de tijd van Cestius maar uit de 2e of 3e eeuw, een indicatie dat in die tijd de piramide al een andere bestemming heeft gekregen.
Aan de voorzijde van de piramide langs de Via Ostiensis stonden twee bronzen beelden van Gaius Cestius.

### De inscripties
Op de oost- en westzijde van de piramide staat een grote inscriptie:
C. Cestius L.F. Pob. Epulo pr. tr.pl.

VII vir epulonum
De vertaling luidt:
Gaius Cestius Epulo, zoon van Lucius, van de stam Poblilia
Praetor, Volkstribuun, een van de zeven aangestelden voor de heilige banketten.
Een kleine inscriptie op de oostzijde vermeldt dat de piramide in 330 dagen is gebouwd.
Opus apsolutum ex testamento diebus CCCXXX
arbitratu

L. Ponti P.F. Cla. Melae heredis et Pothi L.
De vertaling luidt:
In overeenstemming met het testament is dit werk in 330 dagen voltooid, uitgevoerd door zijn erfgenamen L. Pontus Mela, zoon van Publius van de stam Claudia en zijn vrijgemaakte slaaf Pothus.

## Opname in de Aureliaanse Muur
Tussen 271 en 275 werd een nieuwe stadsmuur om Rome gebouwd door keizer Aurelianus. De architecten van de keizer moesten deze muur zo snel en goedkoop mogelijk bouwen. Hierdoor werden vele bestaande gebouwen die de muur zouden kruisen, simpelweg versterkt en erin opgenomen. De Piramide van Cestius onderging hetzelfde lot. De stevige piramide kon uitstekend als versterking gebruikt worden en de muur werd er aan twee zijden tegenaan gebouwd. Doordat de Aureliaanse Muur vanwege zijn belangrijke defensieve functie altijd is onderhouden, is ook de piramide, in tegenstelling tot vele andere antieke monumenten, bewaard gebleven.

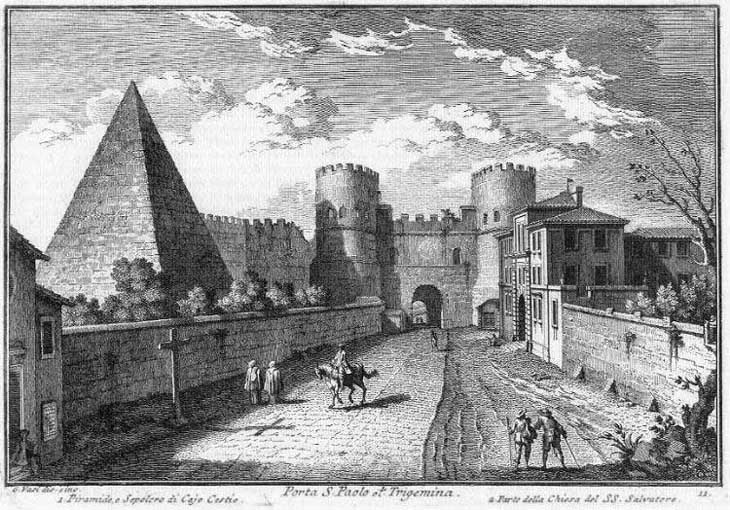
De piramide bij de Porta San Paolo op een ets van Vasi

## Opgravingen
In de loop der eeuwen was het grondniveau in dit gedeelte van Rome aanzienlijk gestegen. Paus Alexander VII liet in de 17e eeuw de piramide weer uitgraven en de marmeren bekleding restaureren. In 1660 werden twee zuilen opgegraven die vroeger voor de piramide stonden. Ook werden de voetstukken en wat fragmenten gevonden van de bronzen beelden van Cestius.
Er werd een nauwe gang gegraven om bij de grafkamer te kunnen komen. Toen de grafkamer gevonden werd bleek deze leeg, na te zijn geplunderd in oudere tijden.

## De piramide tegenwoordig
De Piramide van Cestius staat aan een druk verkeersplein. Aan de achterzijde ligt het Protestants kerkhof van Rome waar diverse beroemdheden hun laatste rustplaats hebben.

Van ver af lijkt de piramide een stuk kleiner dan hij in werkelijkheid is. Het grondniveau rondom de piramide was door de eeuwen heen aanzienlijk gestegen en is in de 17e eeuw pas weer afgegraven. Hierdoor is de piramide vanaf het straatniveau niet volledig te zien.
De piramide is in 1999 weer helemaal schoongemaakt om klaar te zijn voor het "Heilig Jaar 2000".
De graftombe is niet geopend voor publiek.

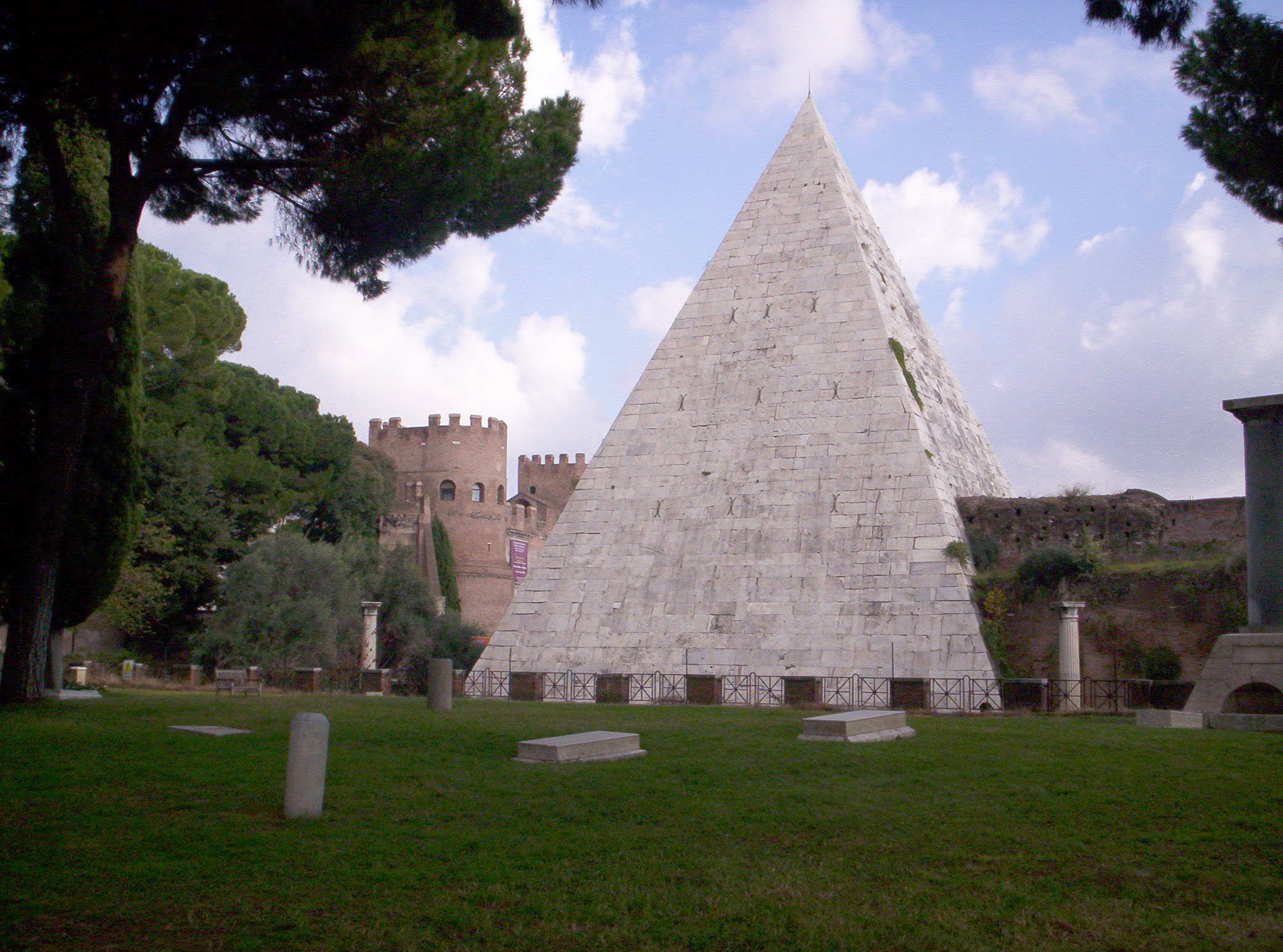
Achterzijde, gezien vanaf het Protestante kerkhof

## Trivia
- De piramide werd in de Middeleeuwen "Meta Remi" genoemd. Ondanks de grote inscriptie met de naam Gaius Cestius dachten de Romeinen destijds dat dit de graftombe was van Remus, de tweelingbroer van de stichter van de stad Rome, Romulus. Waarschijnlijk was de piramide destijds zo overwoekerd met planten dat de inscriptie onleesbaar was.
- Er bestond ooit nog een tweede soortgelijke piramide in Rome, de "Meta Romuli". Deze stond vlak naast de Engelenburcht en werd rond 1500 afgebroken.
- De piramide is geïnspireerd door de Egyptische modellen. De Egyptische stijl kwam in Rome in de mode na de verovering van Egypte in 30 v.Chr. De verhoudingen komen echter niet overeen met de Egyptische piramiden. Doordat de piramide in Rome gebouwd werd met baksteen, kon er een veel steilere hoek gemaakt worden. De Piramide van Cestius lijkt hierdoor veel puntiger dan zijn Egyptische tegenhangers. Dit geeft ook een verklaring waarom piramides op middeleeuwse schilderingen altijd veel puntiger zijn dan in het echt. Destijds was het enige voorbeeld van een piramide in Europa die van Cestius.